# أوكالبتوس متين
أوكالبتوس متين (بالإنجليزية: Eucalyptus robusta) هي شجرةٌ متوطنةٌ في أستراليا، حيثُ تنمو في تربة المستنقعات أو التي تغمرها المياه، ويصل ارتفاعها إلى 30 مترًا (98 قدمًا) مع اللحاء البني الإسفنجي الكثيف وأوراقٍ عريضة خضراء داكنة، مما يساعد على تشكيل مظلةٍ كثيفة.